# Списак споменика културе у Западнобачком округу
Следи списак споменика културе у Западнобачком округу.
| ИД      | Слика                                                                 | Назив                                                                 | Адреса                                          | Координате                                     | Место                  | Градска општина | Општина | Надлежни завод |
| ------- | --------------------------------------------------------------------- | --------------------------------------------------------------------- | ----------------------------------------------- | ---------------------------------------------- | ---------------------- | --------------- | ------- | -------------- |
| СК 1112 | Српска православна црква у Дероњама                                   | Српска православна црква у Дероњама                                   | Краља Александра                                | 45.453945°N 19.218132°E / 45.453945, 19.218132 | Дероње                 |                 | Оџаци   | ПОКР. Н. САД   |
| СК 1135 | Српска православна црква у Раткову                                    | Српска православна црква у Раткову                                    |                                                 | 45.45268°N 19.331569°E / 45.45268, 19.331569   | Ратково                |                 | Оџаци   | ПОКР. Н. САД   |
| СК 1147 | Сеоска кућа у Руском Крстуру                                          | Сеоска кућа у Руском Крстуру                                          | Маршала Тита 158                                | 45.563613°N 19.417299°E / 45.563613, 19.417299 | Руски Крстур           |                 | Кула    | ПОКР. Н. САД   |
| СК 1169 | Римокатоличка црква Светог арханђела Михаила у Бачком Брегу           | Римокатоличка црква Светог арханђела Михаила у Бачком Брегу           | Југословенска                                   | 45.920677°N 18.9206°E / 45.920677, 18.9206     | Бачки Брег             |                 | Сомбор  | ПОКР. Н. САД   |
| СК 1170 | Римокатоличка црква Светих Петра и Павла у Бачком Моноштору           | Римокатоличка црква Светих Петра и Павла у Бачком Моноштору           | Улица ослобођења                                | 45.792365°N 18.933959°E / 45.792365, 18.933959 | Бачки Моноштор         |                 | Сомбор  | ПОКР. Н. САД   |
| СК 1171 | Римокатоличка црква и жупни уред у Сомбору                            | Римокатоличка црква и жупни уред у Сомбору                            | Трг Цара Уроша 1                                | 45.770999°N 19.117954°E / 45.770999, 19.117954 | Сомбор                 |                 | Сомбор  | ПОКР. Н. САД   |
| СК 1172 | Зграда Бачко-Бодрошке жупаније у Сомбору                              | Зграда Бачко-Бодрошке жупаније у Сомбору                              | Трг Цара Уроша 1                                | 45.769604°N 19.118356°E / 45.769604, 19.118356 | Сомбор                 |                 | Сомбор  | ПОКР. Н. САД   |
| СК 1173 | Зграда Народног позоришта у Сомбору                                   | Зграда Народног позоришта у Сомбору                                   | Пеце Петровића 2                                | 45.772335°N 19.112235°E / 45.772335, 19.112235 | Сомбор                 |                 | Сомбор  | ПОКР. Н. САД   |
| СК 1174 | Црква Светог Јована у Сомбору                                         | Црква Светог Јована у Сомбору                                         | Његошева                                        | 45.772657°N 19.110062°E / 45.772657, 19.110062 | Сомбор                 |                 | Сомбор  | ПОКР. Н. САД   |
| СК 1175 | Српска Православна црква Светог Георгија у Сомбору                    | Српска Православна црква Светог Георгија у Сомбору                    | Краља Петра I                                   | 45.773899°N 19.115233°E / 45.773899, 19.115233 | Сомбор                 |                 | Сомбор  | ПОКР. Н. САД   |
| СК 1176 | Српска православна црква Ваведење Богородице у Стапару                | Српска православна црква Ваведење Богородице у Стапару                |                                                 |                                                | Стапар (Сомбор)        |                 | Сомбор  | ПОКР. Н. САД   |
| СК 1177 | Пошаљи фотографију                                                    | Амбар у Стапару                                                       |                                                 |                                                | Стапар (Сомбор)        |                 | Сомбор  | ПОКР. Н. САД   |
| СК 1189 | Српска православна црква Светог Марка у Кули                          | Српска православна црква Светог Марка у Кули                          |                                                 |                                                | Кула (град)            |                 | Кула    | ПОКР. Н. САД   |
| СК 1191 | Српска православна црква Светог Николе у Сивцу                        | Српска православна црква Светог Николе у Сивцу                        | Маршала Тита                                    | 45.699114°N 19.381104°E / 45.699114, 19.381104 | Сивац                  |                 | Кула    | ПОКР. Н. САД   |
| СК 1190 | Русинска гркокатоличка црква у Руском Крстуру                         | Русинска гркокатоличка црква у Руском Крстуру                         | Маршала Тита                                    | 45.562073°N 19.415962°E / 45.562073, 19.415962 | Руски Крстур           |                 | Кула    | ПОКР. Н. САД   |
| СК 1205 | Римокатоличка црква арханђела Михаила у Оџацима                       | Римокатоличка црква арханђела Михаила у Оџацима                       |                                                 |                                                | Оџаци                  |                 | Оџаци   | ПОКР. Н. САД   |
| СК 1213 | Стара пошта у Сомбору                                                 | Стара пошта у Сомбору                                                 | Ернеста Киша 1                                  | 45.772343°N 19.109907°E / 45.772343, 19.109907 | Сомбор                 |                 | Сомбор  | ПОКР. Н. САД   |
| СК 1245 | Зграда у Ул. Краља Петра I 9 у Сомбору                                | Зграда у Ул. Краља Петра I 9 у Сомбору                                | Краља Петра I 9                                 | 45.771894°N 19.116382°E / 45.771894, 19.116382 | Сомбор                 |                 | Сомбор  | ПОКР. Н. САД   |
| СК 1246 | Зграда у Ул. Краља Петра I. 19 у Сомбору                              | Зграда у Ул. Краља Петра I. 19 у Сомбору                              | Краља Петра I 19                                | 45.772679°N 19.115823°E / 45.772679, 19.115823 | Сомбор                 |                 | Сомбор  | ПОКР. Н. САД   |
| СК 1247 | Зграда у Ул. венац Степе Степановића бр.22 у Сомбору                  | Зграда у Ул. венац Степе Степановића бр.22 у Сомбору                  | Венац Степе Степановића бр.22                   | 45.774827°N 19.113956°E / 45.774827, 19.113956 | Сомбор                 |                 | Сомбор  | ПОКР. Н. САД   |
| СК 1248 | Зграда у Ул. Краља Петра I 2 у Сомбору                                | Зграда у Ул. Краља Петра I 2 у Сомбору                                | Краља Петра I 2                                 | 45.771343°N 19.116811°E / 45.771343, 19.116811 | Сомбор                 |                 | Сомбор  | ПОКР. Н. САД   |
| СК 1249 | Зграда у Ул. Краља Петра I. 8 у Сомбору                               | Зграда у Ул. Краља Петра I. 8 у Сомбору                               | Краља Петра I 8                                 | 45.771894°N 19.116382°E / 45.771894, 19.116382 | Сомбор                 |                 | Сомбор  | ПОКР. Н. САД   |
| СК 1250 | Зграда у Ул. Краља Петра I 10 у Сомбору                               | Зграда у Ул. Краља Петра I 10 у Сомбору                               | Краља Петра I 10                                | 45.771894°N 19.116382°E / 45.771894, 19.116382 | Сомбор                 |                 | Сомбор  | ПОКР. Н. САД   |
| СК 1251 | Галеова кућа у Сомбору (Галерија Милана Коњовића)                     | Галеова кућа у Сомбору (Галерија Милана Коњовића)                     | Трг Светог тројства 2                           | 45.772174°N 19.113753°E / 45.772174, 19.113753 | Сомбор                 |                 | Сомбор  | ПОКР. Н. САД   |
| СК 1252 | Грашалковићева палата у Сомбору                                       | Грашалковићева палата у Сомбору                                       | Трг Светог тројства 1                           | 45.77241°N 19.113737°E / 45.77241, 19.113737   | Сомбор                 |                 | Сомбор  | ПОКР. Н. САД   |
| СК 1253 | Зграда Пионирске библиотке Карло Бјелицки у Сомбору                   | Зграда Пионирске библиотке ''Карло Бјелицки'' у Сомбору               | Трг Цара Лазара 3                               | 45.774041°N 19.112428°E / 45.774041, 19.112428 | Сомбор                 |                 | Сомбор  | ПОКР. Н. САД   |
| СК 1254 | Крушперова палата и кула у Сомбору                                    | Крушперова палата и кула у Сомбору                                    | Трг Цара Лазара 5                               | 45.773242°N 19.113059°E / 45.773242, 19.113059 | Сомбор                 |                 | Сомбор  | ПОКР. Н. САД   |
| СК 1255 | Зграда Лалошевића на Тргу братства-јединства бр.3 у Сомбору           | Зграда Лалошевића на Тргу братства-јединства бр.3 у Сомбору           | Трг братства јединства бр.3                     | 45.772575°N 19.111672°E / 45.772575, 19.111672 | Сомбор                 |                 | Сомбор  | ПОКР. Н. САД   |
| СК 1256 | Зграда на Тргу ослобођења бр. 6 у Сомбору                             | Зграда на Тргу ослобођења бр. 6 у Сомбору                             | Трг ослобођења бр. 6                            | 45.774086°N 19.112466°E / 45.774086, 19.112466 | Сомбор                 |                 | Сомбор  | ПОКР. Н. САД   |
| СК 1257 | Градска кућа у Сомбору                                                | Градска кућа у Сомбору                                                | Трг Цара Уроша 1                                | 45.772698°N 19.114531°E / 45.772698, 19.114531 | Сомбор                 |                 | Сомбор  | ПОКР. Н. САД   |
| СК 1258 | Препарандија у Сомбору                                                | Препарандија у Сомбору                                                | Венац војводе Радомира Путника 30               | 45.774677°N 19.114032°E / 45.774677, 19.114032 | Сомбор                 |                 | Сомбор  | ПОКР. Н. САД   |
| СК 1456 | Капела Светог Јована Непомука у Сомбору                               | Капела Светог Јована Непомука у Сомбору                               |                                                 | 45.772891°N 19.11326°E / 45.772891, 19.11326   | Сомбор                 |                 | Сомбор  | ПОКР. Н. САД   |
| СК 1463 | Амбар на саоницама                                                    | Амбар на саоницама                                                    |                                                 | 45.662887°N 19.202359°E / 45.662887, 19.202359 | Стапар (Сомбор)        |                 | Сомбор  | ПОКР. Н. САД   |
| СК 1542 | Водица Успења Богородице у Стапару                                    | Водица Успења Богородице у Стапару                                    |                                                 | 45.663891°N 19.201652°E / 45.663891, 19.201652 | Стапар (Сомбор)        |                 | Сомбор  | ПОКР. Н. САД   |
| СК 1543 | Капела Светог Тројства у Бездану                                      | Капела Светог Тројства у Бездану                                      |                                                 | 45.847755°N 18.930161°E / 45.847755, 18.930161 | Бездан                 |                 | Сомбор  | ПОКР. Н. САД   |
| СК 1861 | Капела на гробљу у Оџацима                                            | Капела на гробљу у Оџацима                                            |                                                 | 45.498835°N 19.264338°E / 45.498835, 19.264338 | Оџаци                  |                 | Оџаци   | ПОКР. Н. САД   |
| СК 1872 | Пошаљи фотографију                                                    | Старо гробље у Стапару                                                |                                                 | 45.664191°N 19.20088°E / 45.664191, 19.20088   | Стапар (Сомбор)        |                 | Сомбор  | ПОКР. Н. САД   |
| СК 1878 | Пошаљи фотографију                                                    | Кућа на углу Улице Д. Туцовића и Франца Розмана 91                    | угао Ул. Димитрија Туцовића и Франца Розмана 91 | 45.673188°N 18.982247°E / 45.673188, 18.982247 | Апатин                 |                 | Апатин  | ПОКР. Н. САД   |
| СК 1879 | Римокатоличка црква посвећена Срцу Исусовом у Апатину                 | Римокатоличка црква посвећена Срцу Исусовом у Апатину                 | Жарка Зрењанина 12                              | 45.661492°N 18.980929°E / 45.661492, 18.980929 | Апатин                 |                 | Апатин  | ПОКР. Н. САД   |
| СК 1880 | Стари погон фабрике чарапа „Вукица Митровић“                          | Стари погон фабрике чарапа „Вукица Митровић“                          | Иве Лоле Рибара 2                               | 45.673953°N 18.972561°E / 45.673953, 18.972561 | Апатин                 |                 | Апатин  | ПОКР. Н. САД   |
| СК 1881 | Пошаљи фотографију                                                    | Комплекс црпне станице „Кучка“                                        |                                                 |                                                | Апатин                 |                 | Апатин  | ПОКР. Н. САД   |
| СК 1882 | Родна кућа Ервина Шинка                                               | Родна кућа Ервина Шинка                                               | Петра Драпшина 11                               | 45.668255°N 18.984737°E / 45.668255, 18.984737 | Апатин                 |                 | Апатин  | ПОКР. Н. САД   |
| СК 1883 | Камени кип Светог Тројства у Апатину                                  | Камени кип Светог Тројства у Апатину                                  | испред католичке цркве                          | 45.661485°N 18.981906°E / 45.661485, 18.981906 | Апатин                 |                 | Апатин  | ПОКР. Н. САД   |
| СК 1884 | Пошаљи фотографију                                                    | Сакрални споменик, на старом улазу у гробље у Апатину                 | на старом улазу у гробље                        | 45.681816°N 18.990568°E / 45.681816, 18.990568 | Апатин                 |                 | Апатин  | ПОКР. Н. САД   |
| СК 1885 | Гробница породице Вајндл                                              | Гробница породице Вајндл                                              |                                                 | 45.680345°N 18.989715°E / 45.680345, 18.989715 | Апатин                 |                 | Апатин  | ПОКР. Н. САД   |
| СК 1886 | Гробница породице Фердинанда Шпајзера                                 | Гробница породице Фердинанда Шпајзера                                 | Апатинско гробље                                | 45.680345°N 18.989715°E / 45.680345, 18.989715 | Апатин                 |                 | Апатин  | ПОКР. Н. САД   |
| СК 1887 | Надгробни споменик породице Франца Шпајзера                           | Надгробни споменик породице Франца Шпајзера                           | Улица Гробљанска                                | 45.680345°N 18.989715°E / 45.680345, 18.989715 | Апатин                 |                 | Апатин  | ПОКР. Н. САД   |
| СК 1888 | Пошаљи фотографију                                                    | Вајндлеров дворац са економским двориштем                             |                                                 | 45.593441°N 19.098689°E / 45.593441, 19.098689 | Сонта                  |                 | Апатин  | ПОКР. Н. САД   |
| СК 1889 | Водица Св. Илије, атар Буковачких салаша на потесу Чичови код Сомбора | Водица Св. Илије, атар Буковачких салаша на потесу Чичови код Сомбора | атар Буковачких салаша                          |                                                | Чичови                 |                 | Сомбор  | ПОКР. Н. САД   |
| СК 1890 | Фернбахов дворац у Алекси Шантићу                                     | Фернбахов дворац у Алекси Шантићу                                     |                                                 | 45.875579°N 19.34696°E / 45.875579, 19.34696   | Алекса Шантић (Сомбор) |                 | Сомбор  | ПОКР. Н. САД   |
| СК 1894 | Римокатоличка црква Св. Ане у Купусини                                | Римокатоличка црква Св. Ане у Купусини                                |                                                 | 45.741457°N 19.014407°E / 45.741457, 19.014407 | Купусина (Апатин)      |                 | Апатин  | ПОКР. Н. САД   |
| СК 1895 | Српска православна црква Св. Димитрија у Лалићу                       | Српска православна црква Св. Димитрија у Лалићу                       |                                                 | 45.520943°N 19.368713°E / 45.520943, 19.368713 | Лалић                  |                 | Оџаци   | ПОКР. Н. САД   |
| СК 1896 | Водица посвећена Безгрешном зачећу, у атару Руског Крстура            | Водица посвећена Безгрешном зачећу, у атару Руског Крстура            |                                                 | 45.564545°N 19.374469°E / 45.564545, 19.374469 | Руски Крстур           |                 | Кула    | ПОКР. Н. САД   |
| СК 1900 | Римокатоличка црква Св. Ђорђа у Кули                                  | Римокатоличка црква Св. Ђорђа у Кули                                  | Лењинова                                        | 45.610675°N 19.52944°E / 45.610675, 19.52944   | Кула (град)            |                 | Кула    | ПОКР. Н. САД   |
| СК 1904 | Салаш Стрилић у атару Сомбора                                         | Салаш Стрилић у атару Сомбора                                         | Ранчево 85                                      | 45.876236°N 19.117066°E / 45.876236, 19.117066 | Сомбор                 |                 | Сомбор  | ПОКР. Н. САД   |
| СК 1910 | Српска православна црква Св. Петра и Павла у Бачком Брестовцу         | Српска православна црква Св. Петра и Павла у Бачком Брестовцу         |                                                 | 45.615249°N 19.265341°E / 45.615249, 19.265341 | Бачки Брестовац        |                 | Оџаци   | ПОКР. Н. САД   |
| СК 2077 | Српска православна црква Преноса моштију Св. Николе у Риђици          | Српска православна црква Преноса моштију Св. Николе у Риђици          |                                                 | 45.992098°N 19.109928°E / 45.992098, 19.109928 | Риђица                 |                 | Сомбор  | ПОКР. Н. САД   |
| СК 2078 | Зграда Хигијенског завода у Сомбору                                   | Зграда Хигијенског завода у Сомбору                                   | Војвођанска                                     | 45.781315°N 19.108137°E / 45.781315, 19.108137 | Сомбор                 |                 | Сомбор  | ПОКР. Н. САД   |
| СК 2276 | Пошаљи фотографију                                                    | Комплекс синагоге у Апатину                                           | Огњена Прице бр. 5                              | 45.670684°N 18.986496°E / 45.670684, 18.986496 | Апатин                 |                 | Апатин  | ПОКР. Н. САД   |